# 岐阜県立多治見高等学校
岐阜県立多治見高等学校（ぎふけんりつ たじみこうとうがっこう）は、岐阜県多治見市坂上町に所在する公立の高等学校。

## 概要
1923年（大正12年）に創立。全日制普通科を有する高等学校である。1960年（昭和35年）から1980年（昭和55年）までは岐阜県立多治見女子高等学校という女子校であったが、1980年（昭和55年）に現校名に改称し共学化された。
主に多治見市・土岐市・瑞浪市などの東濃西部に在住している生徒が多く、恵那市・中津川市などの東濃東部に在住している生徒は少ない。
校章は、桔梗の花を図案化したものの中に「高」を配したものになっている。そのため、高校周辺のことを「桔梗ヶ丘」と称したり、文化祭の「桔梗祭」、多目的ホールの「桔梗会館」や部室棟の「桔梗ヶ丘ホール」など、至る所に「桔梗」の名が使われている。この校章は1923年（大正12年）の多治見町立高等女学校が設立されて以来使われ続けている。なお、キキョウは多治見市の市の花でもある。校歌は、作詞 ：丸山薫、作曲：石桁真礼生によって作られた。

## 学校概要
創立
1923年（大正12年）
所在地
岐阜県多治見市坂上町9-141
学科
単位制普通科
制服
- 冬服には、男女共にブレザーが指定されている。
- 夏服には、上は男女共にポロシャツ（校章入り）、下は男子が夏用ズボン（スラックス）で、女子は夏用スカートが指定されている。

※ 2012年（平成24年）度より、男女共に制服のマイナーチェンジ（制服生地の変更、ワンタッチネクタイの採用、女子のブレザーのボタンを男子のブレザーのものと統一など）が行われている。

## 沿革

### 岐阜県多治見女子高等学校
- 1923年3月9日 - 多治見町立高等女学校が設立。
- 1927年4月1日 - 多治見町より県に移管され、校名が岐阜県多治見高等女学校に改称。
- 1948年4月1日 - 学制改革により岐阜県多治見女子高等学校に改称。

### 多治見市立多治見女子高等学校
- 1926年2月10日 - 私立豊岡裁縫女学校が設立。
- 1929年3月31日 - 豊岡町に移管され、校名が可児郡豊岡実践女学校に改称。
- 1935年7月1日 - 青年学校令により土岐郡多治見実践女学校となる。
- 1940年3月27日 - 実業学校令により多治見高等実践女学校となる。
- 1947年3月31日 - 中等学校令により多治見市立多治見高等女学校となる。
- 1948年4月1日 - 学制改革により多治見市立多治見女子高等学校となる。

### 岐阜県多治見高等学校
- 1940年11月30日 - 多治見市立多治見中学校が設立。
- 1943年4月1日 - 多治見市より県に移管され、校名が岐阜県多治見中学校と改称。
- 1948年4月1日 - 学制改革により岐阜県多治見高等学校となる。

### 岐阜県立多治見高等学校
- 1948年9月1日 - 学校再配置により、岐阜県多治見女子高等学校・多治見市立女子高等学校・岐阜県多治見高等学校が統合し「岐阜県立多治見高等学校」となる（設置課程は全日制普通科・商業科、定時制家庭科）
- 1949年4月1日 - 学区制を制定。
- 1950年3月1日 - 定時制商業科を設置。
- 1953年4月1日 - 全日制商業科を廃止、全日制家庭技芸科を設置。
- 1956年4月1日 - 家庭技芸科を家庭科に改組。
- 1958年4月1日 - 普通科は家庭科が必修となる。
- 1960年4月1日 - 全日制・定時制共に家庭科を廃止。校名を岐阜県立多治見女子高等学校と改称、女子校となる。
- 1980年4月1日 - 校名を再び岐阜県立多治見高等学校とし、共学化。
- 1997年4月1日 - 普通科自然科学コースが新設。
- 2004年6月24日 - 全教室にエアコンを設置。
- 2006年12月22日 - 第1グラウンドを改修。
- 2017年1月27日 - 第89回選抜高等学校野球大会における21世紀枠として選出される[1]。春夏通じて同校史上初の甲子園出場。
- 2017年3月20日 - 第89回選抜高等学校野球大会の1回戦で、報徳学園（兵庫県）と対戦し0-21で敗退した[2]。また試合終了まで熱い声援を送った同校応援団は応援団賞優秀賞を受賞した[3]。
- 2018年4月1日 - 学年制から単位制へ移行。また普通科自然科学コースを廃止。
- 2023年 - 100周年記念式典を開催。

## 特色

### 学校設備
図書室の蔵書数は5万5,000冊となっており、岐阜県内の高等学校では最大規模の蔵書数を誇る。また、書架の一部は電動式の書架となっている。
校舎は1号館、2号館、3号館と3つに分かれている
運動場は校舎を挟むように2つある。
岐阜県内の公立高校では珍しくプールがある。短水路プールとなっている。

### 学習の特色
1週間のうち、月曜と木曜を学習優先日とし、7時間授業を実施している。また、火曜と金曜が部活動優先日となっており、学習と部活動の両立、文武両立が目指されている。
土曜日・長期休業時には補習を積極的に開講するなど有効利用が図られている。
1年生入学直後に『学習ガイダンス』が行われる。以前は「無言学習」という名称だった。

### 学校行事
2年生時には修学旅行が行われるが、多治見高校では修学旅行の計画をクラス単位で行う「クラス別修学旅行」が行われている。ただし北海道限定で往復の飛行機はあらかじめ決められている。3泊4日でホテル等はクラス単位。2013年からは行き先が沖縄へ変更になり、クラス別はなくなった。
そのほか主な年間行事として、文化祭である「桔梗祭」や運動会として近隣の星ヶ台陸上競技場にて「陸上競技会」などが行われている。2007年度より「体育大会」に名称変更、会場も校内グラウンドに変更。その後2010年度の体育祭も熱中症対策のため、午前中で中止となっている。そこで、2011年度より体育大会を廃止し、体育大会を縮小したスポーツ交流大会を新たに行事に加えた。

## 部活動

### 運動系部活動
- 陸上部
- 水泳部
- バスケットボール部
- 剣道部
- サッカー部
- 弓道部
- バレーボール部
- 卓球部
- 硬式野球部
- テニス部
- ハンドボール部
- ソフトテニス部
- 空手道クラブ

（水泳部、剣道部は令和7年度で廃部決定）

### 文化系部活動
- 演劇部
- 合唱部
- 吹奏楽部
- 美術部
- 書道部
- 茶華道部
- 文芸部
- 科学部
- 家庭クラブ

## 出身者
- 岩城宏之 - 指揮者、旧制学習院中等科へ転校
- 梶本靖郎 - 元プロ野球選手
- 山口千景 - タレント
- シュン・スカイウォーカー - プロレスラー
- 木股大輔 - プロレスラー
- 長谷川敦弥 - LITALICO社長

## 交通機関
- JR中央本線・太多線 多治見駅下車、多治見駅前バスターミナルから徒歩で約25分。
- 東鉄バス・妻木線、瑞浪＝東駄知＝多治見線、滝呂台線、学園都市線：「多治見高校口」バス停下車。
- ききょうバス北ルート：「坂上湧水公園・多治見高校」バス停下車。

## 周辺
- 多治見運動公園
- 東濃信用金庫 坂上支店
- 岐阜県立多治見工業高等学校
- 多治見市立多治見中学校
- 岐阜県道66号多治見恵那線
- 土岐川